# Giorgio Contini
Giorgio Contini (* 4. Januar 1974 in Winterthur) ist ein ehemaliger Schweizer Fussballspieler und heutiger -trainer mit italienischen Wurzeln. Er ist designierter Trainer des BSC Young Boys in der Super League.

## Karriere als Spieler

### Vereine
Er spielte bei diversen Vereinen in der Schweiz, u. a. für den FC Winterthur, den FC St. Gallen, den FC Luzern und den FC Lausanne-Sport.
Sein grösster Erfolg war der Schweizer Meistertitel mit dem FC St. Gallen in der Saison 1999/2000. Im Sommer 2005 beendete er seine Fussballerkarriere.

### Nationalmannschaft
Contini absolvierte am 28. Februar 2001 sein einziges Länderspiel für die Schweiz in einem Testspiel gegen Polen.

## Karriere als Trainer
Nach seinem Rücktritt als Fussballspieler trainierte er ab Sommer 2005 den FC Oberwinterthur aus der 2. Liga interregional für ein halbes Jahr. Ab Januar 2006 bis Ende Juni 2011 trainierte er den FC St. Gallen II, er war parallel dazu vom Januar 2006 bis Herbst 2007 Co-Trainer der ersten Mannschaft des FC St. Gallen, die er auch für ein Spiel im März 2011 als Interimstrainer betreute. Im Juli 2011 wechselte er als Co-Trainer von Murat Yakin zum FC Luzern. Am 20. August 2012 wurden beide entlassen.
Seit dem 15. November 2012 war Contini Cheftrainer des FC Vaduz. Im Sommer 2014 stieg er mit dem FC Vaduz in die Super League auf. Sein Vertrag wurde am 7. März 2017 vorzeitig aufgelöst. Am 4. Mai 2017 unterschrieb Contini einen Vertrag als Cheftrainer beim FC St. Gallen bis Sommer 2018. Am 24. April 2018 wurde Contini vom FC St. Gallen entlassen. Ab der Saison 2018/19 war er Trainer des FC Lausanne-Sport in der Challenge League. Er führte den Verein zurück in die Super League. Ende der Saison 2020/21 wurde sein Vertrag nicht mehr verlängert. Im Sommer 2021 unterschrieb Contini einen Vertrag bei Super-League-Rückkehrer Grasshopper Club Zürich. Im März 2023 wurde bekannt, dass Contini seine Kündigung auf Ende August eingereicht hat. Er begründete seinen Entscheid damit, dass zu viele Ungewissheiten bezüglich Kaderplanung bestünden. Seit dem 15. Februar 2024 ist Contini unter Murat Yakin Assistenztrainer der Schweizer Fussballnationalmannschaft der Herren mit einem bis zum Ende der Fussball-Europameisterschaft 2024 befristeten Vertrag.
Nachdem er seinen Vertrag beim Schweizerischen Fussballverband zunächst bis zur Weltmeisterschaft 2026 verlängert hatte, unterschrieb er im Dezember 2024 beim amtierenden Schweizer Meister BSC Young Boys einen Vertrag als Cheftrainer bis 2027.

## Erfolge
als Spieler
- Schweizer Meister 2000 mit dem FC St. Gallen.

als Trainer
- Aufstieg in die Schweizer Super League 2014 mit dem FC Vaduz.
- 4 × Liechtensteiner Cupsieger: 2013, 2014, 2015, 2016 mit dem FC Vaduz.
- Aufstieg in die Schweizer Super League 2020 mit dem FC Lausanne-Sport.